# Teodoro (irmão de Heráclio)
Teodoro (em latim: Theodorus; em grego: Θεόδωρος; fl. ca. 610–636) foi o irmão (ou meio-irmão) do imperador bizantino Heráclio (r. 610–641), um curopalata e general nas guerras de Heráclio contra o Império Sassânida e contra os árabes. Embora tenha conseguido algumas vitórias sobre os sassânidas, quando os árabes lançaram seus primeiros raides, Teodoro falhou em impedir o avanço deles o que facilitou a gradual conquista das províncias orientais. Estas falhas causaram um atrito entre Heráclio e ele, que terminou com o filho de Teodoro, que também se chamava Teodoro, participando de uma frustrada conspiração contra seu tio.

## Biografia

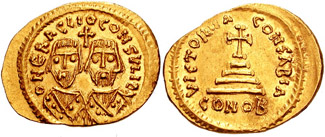
Soldo de e Heráclio, ambos com trajes consulares. Ca. 608

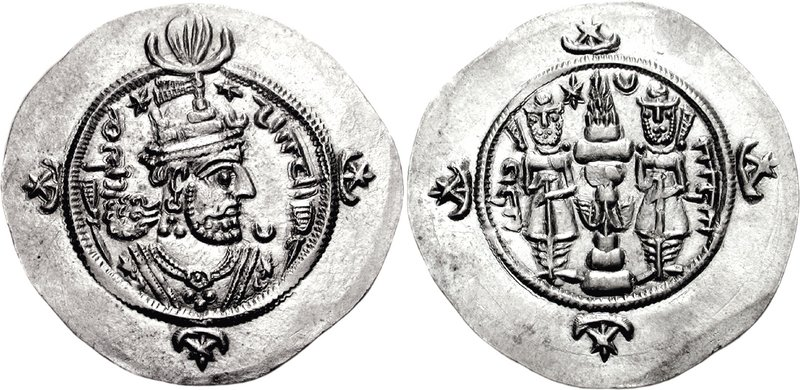
Dracma de r.

Foi o filho do general e exarca da África Heráclio, o Velho e é geralmente considerado como o irmão (embora João de Niciu sugira que era meio-irmão) de Heráclio. Logo após a derrubada por Heráclio do tirano Focas (r. 602–610), foi nomeado para o posto central de curopalata, controlando a administração palaciana, que à época ficou em segundo lugar em importância, atrás apenas do próprio ofício imperial. Em 612, após a deposição e prisão do mestre dos soldados do Oriente Prisco, o comando das tropas foi assumido por Teodoro e Filípico. No final de 613, Teodoro acompanhou seu irmão numa campanha contra os persas próximo de Antioquia. Embora inicialmente bem sucedidos, os bizantinos foram derrotados e a maior parte da Cilícia foi conquistada pelos sassânidas.
Teodoro reaparece em 626, quando foi enviado com parte do exército de Heráclio contra as forças do general persa Saíno. Teodoro derrotou decisivamente Saíno no nordeste da Anatólia, e então supostamente partiu para Constantinopla, que estava sendo sitiada pelos ávaros. Quando chegou, o cerco estava efetivamente no fim, mas envolveu-se em negociações com o grão-cã ávaro. Após conclusão da paz com Cavades II (r. 628), foi enviado como o emissário de seu irmão para organizar a retirada persa da Síria e norte da Mesopotâmia. De acordo com os cronistas, as guarnições persas estavam relutantes, apesar das cartas de apoio de Cavades. Isto foi especialmente o caso em Edessa em 629/30, onde a comunidade judaica supostamente encorajou os persas a ficar e os bizantinos tiveram que montar as armas de cerco e bombardear a cidades antes dos persas saírem. Quando as tropas de Teodoro entraram na cidade, começaram a atacar e matar os judeus até Heráclio, que havia sido peticionado por um judeu que conseguiu escapar, enviar uma ordem para interromper o massacre.

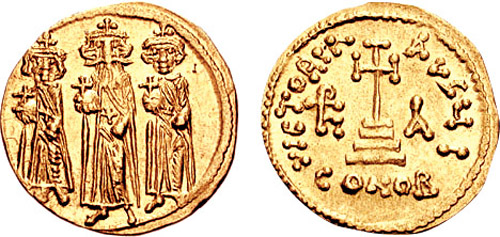
Soldo de Heráclio r., Heráclio Constantino r. e Heraclonas r.

Teodoro foi deixado por Heráclio como seu vice-rei virtual no Oriente e confiou-lhe o comando das tropas locais e a restauração da autoridade imperial na região. Nesta função, teve que enfrentar os primeiros ataques árabes às províncias e subestimou a ameaça (referia-se aos árabes como "cachorros mortos"), pois não conseguiu impedir seus raides. Foi talvez o comandante bizantino na Batalha de Mutá em 629, o primeiro grande encontro de muçulmanos e bizantinos. Em 634, levou suas tropas da Mesopotâmia à Síria, onde aparentemente sofreu uma pesada derrota na batalha próxima de Gabita (talvez a Batalha de Ajenadaim em 30 de julho, embora outras fontes indiquem que foi derrotado em outubro). Posteriormente, retirou-se para Edessa ou Antioquia, juntando-se a Heráclio. Durante a contra-ofensiva bizantina em 636, reocupou Emesa e Damasco, que foram abandonadas pelos árabes. Talvez não participou na Batalha de Jarmuque em 20 de agosto, ao contrário do que foi relatado nas fontes muçulmanas (que também registram que foi morto lá). Porém, seu fracasso em conter as expedições muçulmanas causaram uma racha em suas relações com Heráclio e Teodoro supostamente criticou o casamento controverso do irmão com uma sobrinha, Martina. Em resposta, Heráclio chamou Teodoro para Constantinopla e ordenou que seu filho com Martina, Heraclonas, o humilhasse publicamente e o prendesse. Esta humilhação fez com que o filho de Teodoro, também chamado Teodoro, participasse da conspiração fracassada de João Atalarico para derrubar Heráclio em 637. De Gregório, o outro filho de Teodoro, quase nada se sabe.